# Amphiodia atra
Amphiodia atra är en ormstjärneart som först beskrevs av William Stimpson 1852.  Amphiodia atra ingår i släktet Amphiodia och familjen trådormstjärnor. Inga underarter finns listade i Catalogue of Life.